# Trapa (gênero)
- Commons
- Wikispecies

Trapa L. é um género botânico pertencente à família Trapaceae.
Na Classificação APG II este gênero passou para a família Lythraceae.

## Espécies
- Trapa bicornis
- Trapa korshinskyi
- Trapa litwinowii
- Trapa maximowiczii
- Trapa natans
- Lista completa

## Classificação do gênero
| Sistema | Classificação                      | Referência               |
| ------- | ---------------------------------- | ------------------------ |
| Linné   | Classe Tetrandria, ordem Monogynia | Species plantarum (1753) |